# Капур, Аниш
А́ниш Капу́р (англ. Anish Kapoor, род. 12 марта 1954 года, Бомбей) — британско-индийский скульптор, член группы «Новая британская скульптура», лауреат Премии Тернера. Рыцарь-бакалавр, командор ордена Британской империи, член Королевской академии художеств (RA).

## Биография
Аниш Капур родился в Бомбее, в индийско-еврейской семье. Его отец, панджабского происхождения, занимался военной гидрографией. Мать, из семьи багдадских евреев, была дочерью кантора синагоги в Пуне. Брат — канадский социолог Илан Капур (англ.) (род. 1959). Посещал школу-интернат Doon School (англ.) в Дехрадуне. В 1971—1973 годах был в Израиле с одним из своих братьев, жил в кибуце. Начал изучать электротехнику, но не справлялся с математикой и через 6 месяцев бросил учёбу. Там же, в Израиле, решил стать художником. Переехал в Англию в 1973 году, где проживает с тех пор. Изучал искусство в Художественном колледже Хорнси и в Chelsea School of Art Design (англ.). Аниш Капур работает в Лондоне, часто посещает Индию.

## Творчество

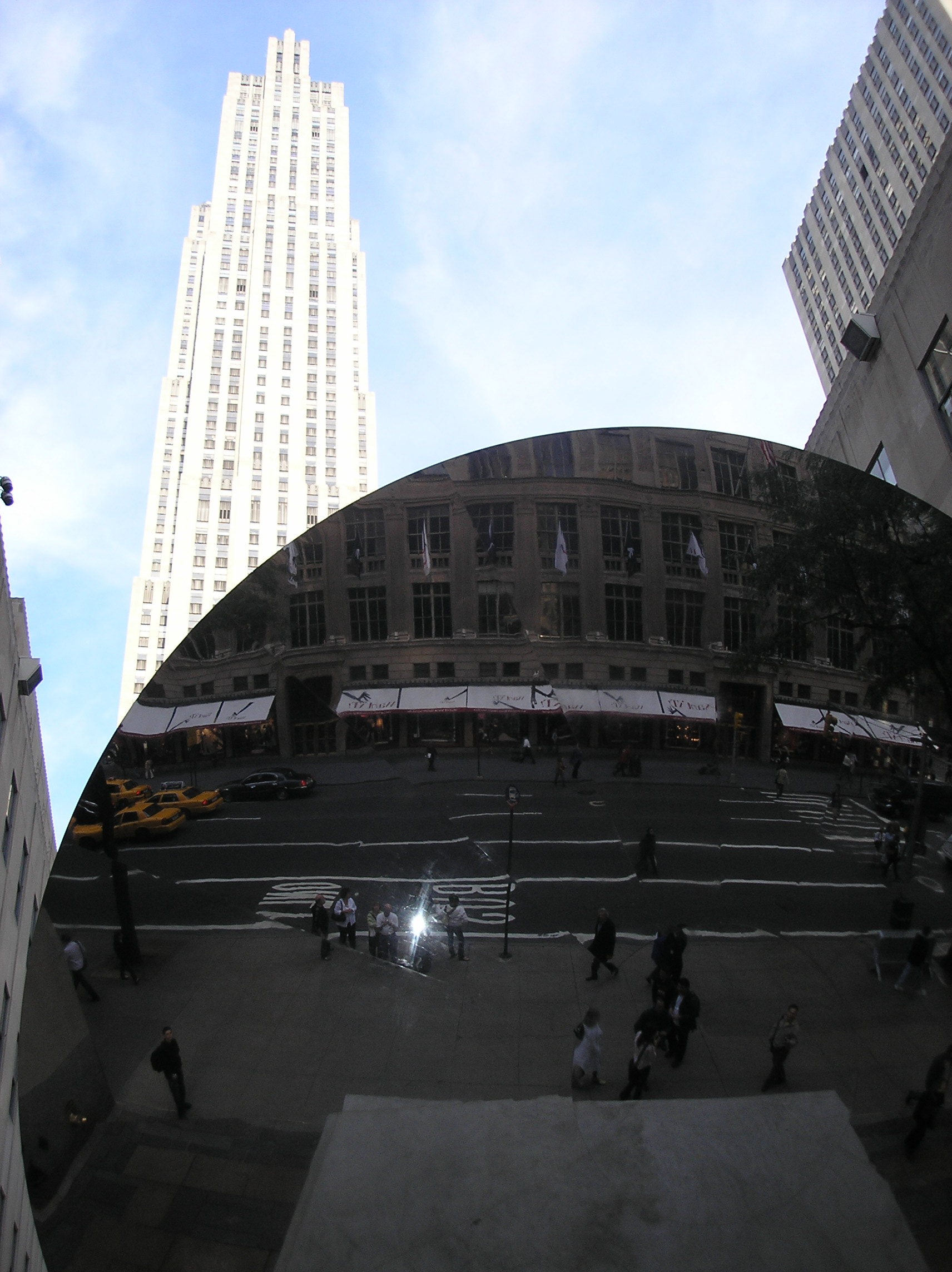
Аниш Капур. Зеркало неба. Нью-Йорк

В начале 1980-х Капур стал известен как один из членов группы «Новая британская скульптура». Произведения скульптора как правило просты, имеют изогнутые линии, монохромны и ярко окрашены. Ранние работы часто были покрыты пигментом, который покрывал работу и пол вокруг неё. Порой работы Аниша Капура имеют зеркальную поверхность, отражающую и искажающую зрителя и окружение.
С конца 1990-х Капур создал ряд масштабных работ, включая Taratantara (1999), 35-метровое произведение, установленное в Baltic Flour Mills в Гейтсхеде, Англия и Марсий (2002), большая работа из стали и поливинила в Турбинном зале Галереи Тейт Модерн. В 2000 одна из работ Капура, Параболические воды, состоящая из вращающейся окрашенной воды, была показана в Лондоне. В 2001 Зеркало неба, большое зеркальное произведение, которое отражало небо и окружающее пространство, было установлено в Ноттингеме. В 2004 Врата облаков, 110-тонная стальная скульптура, торжественно открыта в парке «Миллениум» в Чикаго. Осенью 2006 года другая зеркальная скульптура, также названная Зеркало неба, была показана в Рокфеллеровском центре в Нью-Йорке.

## Признание
Капур представлял Великобританию на Венецианской биеннале в 1990, где ему была присуждена Premio Duemila; в следующем году он стал лауреатом Премии Тернера.
Персональные выставки работ скульптора проходили в Галерее Тейт и Hayward Gallery в Лондоне, Kunsthalle Basel в Швейцарии, Национальном художественном музее королевы Софии в Мадриде, Национальной галерее в Оттаве, Музее современного искусства в Бельгии, CAPC Museum of Contemporary Art в Бордо и Centro Cultural Banco do Brasil в Бразилии. Его работы представлены в музеях всего мира, в том числе в Музее современного искусства в Нью-Йорке, Тейт-Модерн в Лондоне, Fondazione Prada в Милане, в Музее Гугенхейма в Бильбао, De Pont Foundation в Голландии и 21st Century Museum of Contemporary Art в Японии.
Орден Британской империи (2003).
Почётный доктор Оксфорда (2014).

## Факты
- Скульптура Аниша Капура Марсий вдохновила Арво Пярта на создание произведения «Lamentate» (2002) для фортепиано с оркестром.
- Свою новую экспозицию «Левиафан», открывшуюся 10 мая 2011 года в парижском Grand Palais, Капур посвятил китайскому художнику Ай Вэйвэю, арестованному властями Китая за правозащитную деятельность[9]. Более того, Аниш Капур предложил в знак протеста закрыть все музеи и галереи мира на один день[10].
- В 2016 году Капур получил эксклюзивные права на использование «самого черного цвета» — Vantablack, что вызвало негатив в среде художников[11].